# Goede tijden, slechte tijden (seizoen 12)
Het twaalfde seizoen van Goede tijden, slechte tijden startte op 27 augustus 2001. Het seizoen werd elke werkdag uitgezonden op RTL 4. In augustus 2014 werd het volledige seizoen uitgebracht op dvd.

## Rolverdeling

### Aanvang
Het twaalfde seizoen telde 220 afleveringen (aflevering 2131–2350)
| Acteur              | Personage               | Afleveringen                        |
| ------------------- | ----------------------- | ----------------------------------- |
| Jette van der Meij  | Laura Selmhorst         | Hele seizoen                        |
| Wilbert Gieske      | Robert Alberts          | 2131–2188, 2246–2350                |
| Bartho Braat        | Jef Alberts             | Hele seizoen                        |
| Wik Jongsma         | Govert Harmsen          | Hele seizoen                        |
| Sabine Koning       | Anita Dendermonde       | Hele seizoen                        |
| Caroline De Bruijn  | Janine Elschot          | Hele seizoen                        |
| Ferri Somogyi       | Rik de Jong             | Hele seizoen                        |
| Erik de Vogel       | Ludo Sanders            | Hele seizoen                        |
| Bas Muijs           | Stefano Sanders         | Hele seizoen                        |
| Charlotte Besijn    | Barbara Fischer         | Hele seizoen                        |
| Aukje van Ginneken  | Charlie Fischer         | 2141–2350 (met kleine onderbreking) |
| Micky Hoogendijk    | Cleo de Wolf            | 2131–2257                           |
| Winston Post        | Benjamin Borges         | 2131–2133, 2191–2350                |
| Robine van der Meer | Meike Griffioen         | 2131–2265                           |
| Johnny de Mol       | Sylvester Koetsier      | 2131–2149                           |
| Chanella Hodge      | Terra Bloem             | 2131–2179                           |
| Victoria Koblenko   | Isabella Kortenaer      | Hele seizoen                        |
| Jeroen Biegstraaten | Gijs Bentz van den Berg | Hele seizoen                        |
| Georgina Kwakye     | Gladys Bloem            | 2131–2318                           |
| Teun Kuilboer       | Job Zonneveld           | 2131–2318                           |
| Liesbeth Kamerling  | Daantje Mus             | Hele seizoen                        |

### Nieuwe rollen
De rollen die in de loop van het seizoen werden geïntroduceerd als belangrijke personages
| Acteur              | Personage       | Afleveringen |
| ------------------- | --------------- | ------------ |
| Hugo Metsers        | Marcus Sanders  | 2155–2350    |
| Anouk van Nes       | Roxy Belinfante | 2299–2350    |
| Daan Roelofs        | Job Zonneveld   | 2320–2350    |
| Koert-Jan de Bruijn | Dennis Tuinman  | 2322–2350    |

### Bijrollen
| Acteur                 | Personage            | Afleveringen                               |
| ---------------------- | -------------------- | ------------------------------------------ |
| Elly de Graaf          | Rosa Gonzalez        | 2131–2195, 2211–2222, 2241–2290, 2311–2350 |
| Toncy van Eersel       | Charlie Fischer      | 2131–2140                                  |
| Diana Dobbelman        | Hennie Bolmans       | 2132, 2206–2317                            |
| Léon Roeven            | Sebastiaan de Ridder | 2134–2176                                  |
| Lilian van den Berg    | Hans Mus             | 2138-2142, 2284-2310, 2348-2350            |
| Fred Butter            | Carel Kortenaer      | 2142–2147                                  |
| Paulien Leussink       | Marije Mulligen      | 2193–2225                                  |
| Peggy Jane de Schepper | Gwen Faber           | 2206–2279                                  |
| Dave Scholtens         | Rob van de Brink     | 2208–2222                                  |
| Edgar Wurfbain         | Sydney Römer         | 2214–2219, 2233–2252                       |
| Guido Jonckers         | Victor Donker        | 2215–2284                                  |
| Rop Verheijen          | Robin Visser         | 2225–2350                                  |
| Annemieke de Lange     | Elsbeth Bolmans      | 2254–2255, 2313–2317                       |
| Mariëlle Fiolet        | Nel de Wolf          | 2257                                       |
| Jules Hamel            | Maximiliaan Sanders  | 2279–2289                                  |
| Caroline De Bruijn     | Sophia Eijsink       | 2289–2350                                  |
| Ingrid Kamerling       | Petra Tuinman        | 2338-2344                                  |